# Musca erro
Musca erro este o specie de muște din genul Musca, familia Chloropidae. A fost descrisă pentru prima dată de Harris în anul 1780. Conform Catalogue of Life specia Musca erro nu are subspecii cunoscute.